# 중국의 동물 복지와 권리
중화인민공화국의 동물 복지와 권리는 점차 큰 관심을 얻고 있는 주제이다. 중국의 동물 보호는 국제 기준에 비해 제한적이며, 동물 권리 운동가들은 중국의 동물 대우를 강력히 비난해 왔다. 중국에서는 동물 복지 와 동물 권리를 위한 운동이 확산되고 있으며, 이는 중국 내 활동가들 사이에서도 활발히 이루어지고 있지만, 이러한 움직임은 민족주의자들의 반발에 직면해 있다.

## 법률 제정
현재 중국에는 동물 학대를 명시적으로 금지하는 전국적인 법률은 없으며, 야생 동물을 보호하는 보다 일반적인 법률을 제외하면 특별한 법률도 존재하지 않는다. 그러나 세계 동물 보호 협회(World Animal Protection)는 특히 연구나 동물원에서 사용되는 동물들에 대한 동물 복지를 보호하는 일부 법률이 특정 상황에서 존재한다고 언급하고 있다.
2006년 전국인민대표대회의 주핑(周平)은 중국 전국의 동물보호법을 제안했으나, 해당 법안은 추진되지 않았다.
2009년 9월, 중화 인민공화국 최초의 종합적 동물보호법이 초안되었으나 2013년까 아무런 진전이 없었다.
2014년, 중국은 세계동물보호협회의 동물보호지수에서 A, B, C, D, E, F, G 등급 중 E 등급을 받았다. 같은 해, 중국 법률이 개정되어 중국산 화장품에 대한 동물실험 의무 개정되었지만, 수입 화장품은 여전히 중국에서 합법적으로 판매되기 위해 동물실험을 거쳐야 했다.
2020년, 중국에서 처음 확인된 COVID-19 팬데믹이 야생 동물을 판매하는 웻 마켓을 통해 전파되었을 수 있다는 사실이 알려진 후, 중국 정부는 1월 말 야생 동물의 운송 및 판매에 대한 일시적인 금지를 발표했다. 이후 2월 말, 야생 동물 보호법 개정을 통해 더 포괄적인 조치를 마련할 때까지 소비와 거래를 모두 무기한(하지만 여전히 '일시적'으로 간주됨) 금지한다고 발표했다. 전국의 당국은 야생 동물이나 살아 있는 동물을 판매하는 웻 마켓을 급습하여 폐쇄했다. Business Insider 에서 인용한 전문가들은 2020년 이전에 야생 동물 거래의 대부분이 이미 불법으로 간주되었지만, 웻 마켓은 느슨한 단속과 법적 허점을 이용해 운영되었으며, 야생 동물 보호법 개정안이 이를 해결하려 했다고 언급했다.
2020년 4월 초, 선전 시는 그해 5월 1일부터 고양이 고기와 개고기의 판매와 소비를 완전히 무기한 금지하여 웻 마켓에 대한 단속을 더욱 강화했다. 지방 정부는 이 법이 공중 보건 문제뿐만 아니라 진화하는 도덕적, 윤리적 가치에 기반을 두고 있다고 밝혔다. 약 1주일 후, 중국 국가약품감독관리국은 수입 화장품에 대한 의무적 동물실험이 종료된다고 발표했다. 이는 화장품 수입 인증을 위해 동물을 사용하지 않는 9가지 시험방법을 승인했기 때문이다. 또한 당국은 제조 및 수입 화장품의 안전성을 인증하는 주요 방법으로 동물을 사용하지 않는 시험 방법을 '선호'할 것이라고 명시했다.
도교 와 불교 채식주의를 포함한 여러 전통적인 중국 세계관은 동물 보호를 강조한다. 도교의 장자는 모든 중생에 대한 연민을 가르쳤다.
더욱 현대적인 측면에서, Peter J. Li 교수는 2012년에 중국 본토의 많은 사람들이 "억눌린 자들에 대한 동정"과 같은 부르주아 감정을 반대하는 마오쩌둥의 캠페인 때문에 동물들의 고통에 무관심해졌을 가능성이 있다고 말했다. 동물을 돌보는 것은 "반혁명운동가"로 간주되었다. 1978년 이래 중국 정부는 정치적 안정을 위해 성장과 기근 예방에 중점을 두었다.  지방 공무원들은 지역의 일자리 창출과 수입 규모를 기준으로 평가받는 경우가 많았다. 이에 대해 리 교수는 이러한 정책이 동물 복지에 대한 관심 감소로 이어졌다고 주장했다. 그러나 그는 또한 과거 이념이나 어려움을 비교적 덜 경험한 젊은 세대는 동물을 포함한 모든 고통에 훨씬 더 민감하게 반응한다고 지적했다.
일부 민족주의자들은 동물 복지가 "서구에서 수입된 것"이라고 주장하며, 이로 인해 현지 동물 권리 운동가들은 외국 요원으로 낙인찍힐까봐 우했다. 이 입장의 유명한 옹호자는 2020년에 사망한 전 청화대학교 교수인 조난위안(Zhao Nanyuan)이었다.

## 식품으로 사용되는 동물

### 가축
최근 몇 년 동안 중국의 축산업은 기하급수적으로 성장하여 현재 중국은 "세계 최대 축산 국가"로 자리잡았다. 1978년 당 중국의 육류 소비량은 미국의 1/3에 해당했다. 1992년에는 미국과 비슷한 수준에 도달했으며, 2012년에는 미국의 두 배를 넘어섰다.
Peter J. Li 교수가 2005-2006년에 실시한 조사에 따르면 유럽연합이 줄이거나 폐지하려고 했던 많은 사육 방식( 임신 상자, 배터리 케이지, 푸아그라, 소의 조기 이유, 귀/부리/꼬리 깎기 등)이 중국에서는 흔히 볼 수 있는 것으로 나타났다. 한, 중국의 가축은 장거리 운송되는 경우가 많았으며, 현재까지도 인도적인 도축에 대한 법적 요구 사항이 존재하지 않는다.

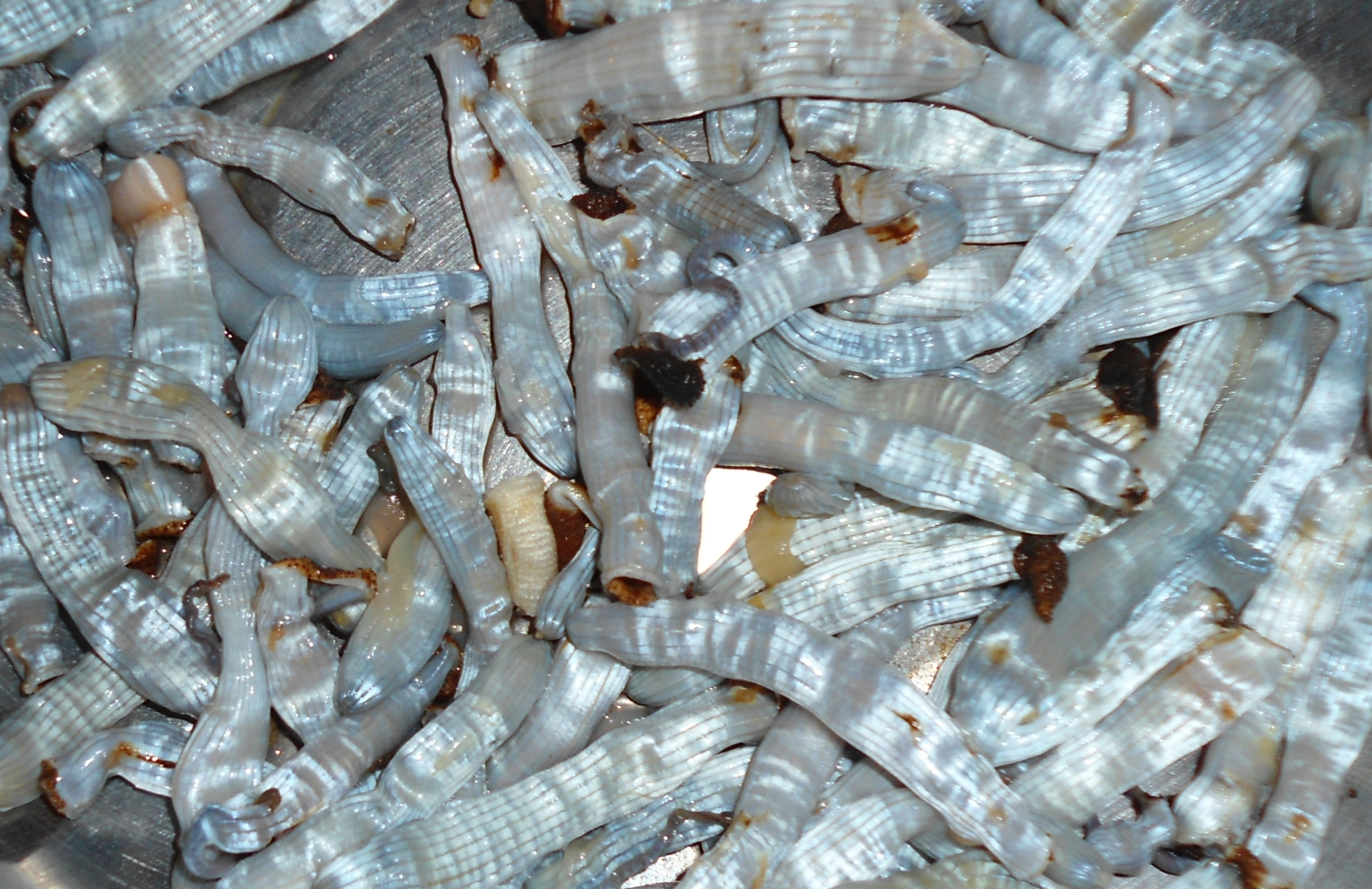
중국 하이난성 시장의 해양 동물들

중국에서 소비되 육류의 약 3/4은 돼지고기이며, 중국의 돼지 사육 두수는 4억 7,600만 마리로 전 세계 돼지 개체 수의 절반을 차지한다. 중국은 3,700만 톤의 양식어류를 생산하는데 이는 전 세계 총량의 60% 이상에 달한다. 2017년, 중국의 주요 농업 기업 중 하나인 다베이농(Da Bei Nong)은 국제 동물복지 협력위원회와 협정을 체결하고, 사육 환경 개선을 위해 돼지들의 이동 공간을 확대하고 바닥재를 개선하는 등의 조치를 취하기로 했다. 2016년 해당 위원회가 실시한 설문조사에 따르면, 중국 소비자의 3분의 2가 보다 윤리적으로 사육된 돼지고기에 더 많은 비용을 지불할 의향이 있다고 응답했다. 또한, 세계 동물 보호 협회(World Animal Protection)의 또 다른 조사에서는 응답자의 약 90%가 보다 나은 환경에서 사육된 돼지의 돼지고기를 선택하기 위해 소비 습관을 바꿀 의향이 있다고 답했다

### 논란이 되는 관행 및 사건
2008년, 베이징에서 40명이 넘는 동물 보호 운동가들이 광둥성에서 살아있는 고양이를 요리했다는 보고에 항의하기 위해 모였다.
2010년, 궈커(Guo Ke) 감독의 다큐멘터리 '산 화(San Hua)'는 중국의 고양이 고기 산업을 묘사한 최초의 작품으로 주목받았다. 영화 속 한 장면에서 궈와 동료 활동가들은 운송 트럭을 멈춰 세웠고, 그 안에서 "300마리 이상의 고양이가 좁은 나무 우리에 갇혀 꼼짝도 못하는 상태"를 발견했다. 일부 고양이는 꼬리가 없었으며, 일부는 "짓눌려 의식을 잃은 상태"였다.
또 다른 장면에서는 카이핑의 ‘파의 고양이 레스토랑(Fa’s Cat Restaurant)’에서 몰래 카메라를 이용해 촬영이 진행됐다. 영상에는 요리사들이 나무 막대기로 고양이를 때린 뒤, 털 제거기에 넣고 삶는 모습이 담겼다. 해당 식당의 한 요리사는 “고양이를 더 나쁘게 대할수록 맛이 좋아진다. 피가 고기에 스며들어 더 맛있어진다”고 주장했다. 한편, 2013년과 2015년 보고서에 따르면 중국에서 고양이 고기 섭취는 일반적으로 금기시되고 있었으나, 일부 농촌 및 남부 지역에서는 여전히 소비되고 있는 것으로 나타났다.
2016년 9월, 온라인 타블로이드 신문들은 그레이하운드 종류의 개가 끓는 물이 가득 찬 큰 통에 강제로 집어넣어지는 영상을 널리 공유했다. *텔레그래프의 한 기사에서는 개고기의 맛을 좋게 하기 위해 이러한 방식으로 의도적으로 고문이 가해진다고 보도했다. 그러나 몇몇 보고서에 따르면, 2015년 이후 이러한 주장에 대한 뚜렷한 증거는 거의 발견되지 않았다. 한편, 이러한 사건이 알려지면서 반발이 커지고, 애완동물을 키우는 사람들이 증가함에 따라 중국 내 개·고양이 고기 소비에 대한 반대 여론이 확산되고 있다. 이에 따라 관련 시장의 공급과 수요도 꾸준히 감소하는 추세를 보이고 있다.
음양어(陰陽魚)는 살아있는 상태에서 생선을 튀겨 내는 요리로, 동물권 운동가들의 강한 비판을 받아왔다. 대만에서는 많은 요리사들이 더 이상 이 요리를 만들기를 꺼리고 있지만, 폐간된 차이나 포스트에 따르면 중국 본토에서는 여전히 인기가 있었던 것으로 알려졌다. 2009년에는 한 식당에서 손님들이 음양어를 먹는 모습이 담긴 영상이 YouTube에 올라와 큰 논란을 일으켰다. 이 영상이 확산되자 국제 동물보호단체 PETA는 강력히 항의하며 해당 요리에 대한 반대 입장을 밝혔다.

## 비육류 농업

### 담즙곰

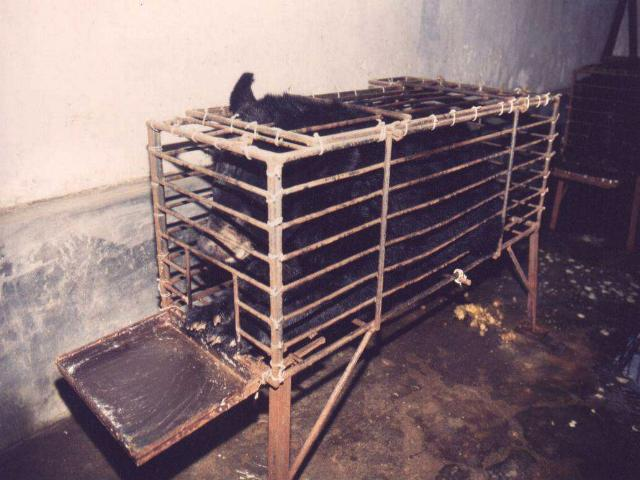
담즙 생산을위해 만들어진 '압박 케이지' 안에 있는 검은곰

중국에서는 담즙 생산을 위해 약 10,000마리의 아시아흑곰이 사육되고 있으며, 이 산업의 연간 가치는 약 16억 달러에 달하는 것으로 추정된다. 사육된 곰들은 평생 우리에 갇혀 지내며, 배에 난 상처를 통해 담즙이 지속적으로 추출된다. 2013년 1월, 동물보호 단체 애니멀스 아시아 재단은 심각한 학대를 받은 담즙곰 여섯 마리를 구조했다. 이 곰들은 탈출을 시도하며 우리를 갉아먹다가 이빨이 부러지고 썩어가는 등 처참한 상태였다. 한편, Bloomberg Businessweek는 2013년 보도를 통해 중국 전역에서 40,000개 이상의 매장에서 곰 담즙 제품을 판매하고 있다고 전하며, 곰 담즙 산업의 광범위한 유통 실태를 지적했다.
환경 보호 단체 Earthtrust는 1994년 보고서를 통해 중국이 1989년에 곰 신체 부위의 거래 및 사냥을 불법화했음에도 불구하고, 해당 거래가 여전히 광범위하게 이루어지고 있다고 밝혔다. 보고서에 따르면, 이러한 밀거래는 "소수 부유층의 구매력 증가와 대만, 한국 및 기타 외국인들의 밀수품에 대한 지속적인 수요"에 의해 더욱 활성화되었다. 같은해,동물보호단체들의 강한 압력 속에서 중국 정부는 곰 사육업자들에게 합법적인 면허를 발급하는 관행을 중단하기로 결정한 것으로 알려졌다.
재키찬 과 야오밍은 공개적으로 곰 사육에 반대했다. 재키 찬과 야오밍은 공개적으로 곰 사육에 반대했다. .
2012년, 푸젠 귀전당 제약(Fujian Guizhentang Pharmaceutical Co.)의  IPO 신청은 중국 소셜 미디어에서 큰 반발을 불러일으켰다.
또한, 이 회사가 곰 담즙 의약품을 판매한다는 이유로 70명 이상의 중국 유명 인사들이 반대 청원에 참여했다. 귀전당과 제휴한 TCM 한방의학 단체의 수장 방슈팅은 담즙 채취 과정을 옹호했으며, 귀전당의 한 직원은 시연을 통해 잔혹 행위에 대한 혐의를 부인했다. .2013년, 귀전당은 IPO 신청을 철회했다.
2014년 Animals Asia에 따르면 1,900개가 넘는 한약 매장이 곰담 판매 금지를 약속했다. 2016년 온라인 설문조사에 따르면 중국 응답자의 98%가 담즙 농사를 잔인하다고 여겼고, 90%는 해당 제품을 절대 사용하거나 구매하지 않을 것이라고 답했으며 84%는 전면 금지를 지지했다. 2011년 텐센트 에서도 온라인 여론조사에서 응답자의 90%가 곰농장 근절을 지지한다고 보도한 바 있다.

### 털
중국은 세계 최대 모피 생산국으로 보고되었으며, 유럽에 이어 두 번째로 큰 생산국이다. 북유럽 모피 산업이 중국의 모피 농장 확장에 중요한 역할을 했다고 전해졌다. Peter Li 교수는 2012년, 일부 작은 농장에서 모피 동물들이 막대기로 맞아 죽거나 살아 있는 채로 가죽이 벗겨지는 경우가 있다고 말했다. 그러나 그는 중국 정부가 도축 절차를 표준화하기 위해 노력해 왔다고도 밝혔다. 모피를 생산하는 다른 나라에서도 유사한 문제가 보고되었다. 2015년 보고서에 따르면, 중국 소비자들의 윤리 의식이 높아지고 모피 제품의 품질 문제가 발생하면서, 중국의 모피 산업이 국제 표준에 더 가까워지고 있다고 전해졌다. 2019년, 패션 매니저 Elena Salvaneschi 역시 중국 모피 산업의 복지 개선을 언급했다.
2013년 11월,PETA는 중국 북동부에서 살아있는 앙고라 토끼의 털이 뜯겨지는 영상을 공개했다. 이 영상은 중국의 동영상 사이트 Youku에서 한 달 만에 20만 건의 조회수를 기록했으며, 이에 따라 Primark와 Topshop을 비롯한 영국 유통업체들이 앙고라 울을 사용한 제품의 중국 수입을 중단했다

## 동물 실험
2006년, 중국은 실험동물에 대한 인도적 처우 지침을 발표했다. 이 지침에서는 중국의 공식 정책 및 규정에서 처음으로 "동물 복지"라는 단어가 언급되었다. 이 규정은 1988년 실험동물 관리법, 1997년 제9차 5개년 계획을 위한 실험동물 개발 계획, 2005년 베이징시 실험동물 복지 및 윤리 검토 지침과 같은 기존의 실험동물 관련 정책에 추가로 제정되었다. 실험동물의 품질 관리에만 초점을 맞춘 1988년 실험동물 관리법과 달리, 실험동물에 대한 인도적 처우 지침은 조달, 사육, 환경 조건, 실험적 사용 및 운송의 문제를 다룸으로써 공식적으로 동물 복지 및 보호 영역으로 확대되었다.
실험동물에 대한 인도적 처우 지침은 특히 동물의 고통에 초점을 맞추고 있다. 실험 과정에서 실험동물이 느끼는 고통 수준과 관련하여, 지침에서는 가능한 한 고통과 공포를 최소화하도록 요구하고 있다. 수술 및 해부와 같은 시술을 받는 실험동물에게는 반드시 진통제와 마취제를 처방해야 한다. 또한, 동물이 더 이상 실험에 사용할 수 없다고 간주될 경우, 지침에서는 해당 동물의 생명을 인도적으로 종료할 것을 요구하고 있다.
GlaxoSmithKline 연구개발센터의 실험동물 과학 책임자인 Jianfei Wang을 비롯한 많은 과학자들은 중국이 동물 보호 및 복지 향상을 위해 상당한 진전을 이루었다고 주장한다. 특히, 실험동물 과학이라는 개념이 20세기 후반까지 중국에 존재하지 않았다는 점을 고려할 때 더욱 그렇다. 왕에 따르면, 연구 기관과의 국제 협력을 통해 해외의 동물 복지 개념이 중국으로 도입되었다. 또한, 중국이 국제 무역에 더욱 적극적으로 참여함에 따라 동물 복지와 보호에 대한 우려로 인해 전 세계적으로 중국에 대한 압력이 커지고 있다. 예를 들어, PETA와 같은 단체는 중국 연구소에서 로스앤젤레스로 향하는 연구용 영장류의 운송을 중단하는 데 중요한 역할을 했다. 로스앤젤레스는 미국에서 연구용 영장류가 가장 많이 반입되는 항구다. 에어차이나와 중국동방항공을 비롯한 주요 항공사들도 영장류와 설치류 등 동물을 대상으로 한 실험실 연구를 중단하는 국제적 움직임에 동참했다. 중국 실험실이 실험동물 복지에 관한 국제 규정을 준수하도록 압박하는 데 충분한 진전이 이루어지지 않을 경우, 중국의 세계무역기구(WTO) 가입에도 장애가 될 수 있다.
중국 역시 실험동물에 대한 보호를 강화하라는 국내적 압력을 받고 있다. 2007년, 리펑(Li Feng)이 촬영한 실험을 기다리는 우리 속 영장류의 사진이 중국 국제보도사진대회에서 경제 및 과학 부문에서 수상했다. 중국 내 실험동물들이 처한 환경을 보여주는 이러한 장면들은 국민들의 분노를 불러일으켰으며, 추가적인 개혁을 요구하는 목소리를 높이고 있다.
국내외의 압력에도 불구하고 중국은 여전히 매년 평균 1,200만~1,300만 마리의 실험동물을 사용하고 있으며, 이들 중 많은 수가 약물 및 의학적 발견을 위한 연구에 활용되고 있다. 국제 연구 기관 및 기업들은 실험동물 복지를 보장해야 하는 엄격한 법적 규제를 받고 있기 때문에, 많은 기관과 기업들이 중국을 동물 실험의 아웃소싱 장소이자 연구용 동물 구매 시장으로 고려하고 있다. 그러나 일부 동물들은 미용 목적의 실험에도 사용되고 있다. 중국의 미용 시장 규모는 320억 달러에 달하며, 매년 30만 마리 이상의 동물이 필수 제품 테스트에 사용되는 것으로 추정된다. 중국은 마스카라와 로션과 같은 제품에 대해 동물 실험을 요구하는 유일한 주요 구매국이다.
2013년, 중국 식품의약품안전처 (CFDA)는 중국 기업들이 비동물 실험을 포함한 해외 실험 데이터를 사용하여 안전성을 검증할 수 있도록 허용하며 테스트 요건을 완화했다. 외국 기업들은 여전히 동물 실험을 수행해야 하지만, Humane Society International은 향후 추가적인 인도적 개혁이 이루어질 것이라는 기대를 보였다.
2014년 6월 30일, CFDA는 기업이 안전성을 입증하는 대체 데이터를 제공하는 경우 샴푸와 일부 스킨케어 제품과 같은 "일반 화장품"에 대한 동물 실험 요구 사항을 폐지했다. 그러나 이 변경 사항은 수입 화장품이나 "염색약 및 자외선 차단제를 포함한 특수 용도 제품"에는 적용되지 않는다. 일부 시험 기관이 대체적인 시험관 내 방법을 위한 기술을 보유하지 않고 있기 때문에, 면제 대상 제품에 대해서도 일부 동물 실험이 당분간 계속될 가능성이 높다. 동물 보호 활동가들은 이 발표에 기뻐하며 50명 이상이 토끼 귀를 쓰고 중국 북동부 다롄 거리로 나가 이를 축하했다.
현행 규정에 따르면 살아있는 동물을 대상으로 연구를 수행하는 단체는 당국으로부터 허가를 받아야 한다. 그러나 지금까지 동물 복지 및 윤리 위반으로 처벌받은 시설은 거의 없거나 전혀 없는 상황이다. 다국적 제약 회사들이 자국 내 동물 권리 단체의 압력으로 인해 동물 실험을 중국으로 아웃소싱하는 사례가 증가하고 있다.
중국은 자국에서 생산되는 많은 제품에 대한 동물 실험 요구 사항을 철폐한 이후, 수입 비특수용도 화장품에 대해 더 이상 동물 실험을 요구하지 않을 가능성이 있어 동물 실험 없는 산업을 향한 추가 조치를 취하고 있는 것으로 보인다.

## 동물원
Peter J. Li 교수에 따르면, 몇몇 중국 동물원은 동물 복지 관행을 개선하고 있지만, 많은 동물원은 여전히 "시대에 뒤떨어져" 있고, 환경이 열악하며, 살아있는 동물을 먹이로 주고, 공연에 동물을 이용하고 있다. 사파리 공원에서는 관중을 위한 구경거리로 사자에게 살아 있는 양과 가금류를 먹이로 주었다.
지역 및 국제 온라인 압력으로 인해 동물원이 자발적으로 동물의 상태를 개선한 경우도 있었다. 애니멀스 아시아 재단(Animals Asia Foundation)과 같은 조직은 동물원과 협력하여 동물들의 주거 환경과 풍부화 프로그램을 개선하고, 대중 교육을 통해 인식을 확산해 왔다. 최근 주요 사례로는 Grandview Aquarium(2016) Hanoi Zoo Animal Circus(2016)의 폐쇄, 그리고 Beijing Zoo가 후원하고 홍보한 다양한 캠페인 등이 있다.

## 기타 동물 권리 문제
2010년대 중반, 베이징에서 상인들은 열쇠고리와 휴대전화 장식으로 물고기, 거북이, 양서류를 판매했다. 이러한 관행은 중국 내외에서 비난을 받았다. 동물권 운동가들은 동물들이 공기가 부족해 빠르게 죽을 수 있으며, 인간의 건강에도 위험을 초래할 수 있다고 주장하며 이를 비판했다.

## 중국의 동물보호 활동
동물 복지와 동물 권리에 대한 개념은 1990년대 초 중국 본토에 더욱 도입되었다.
"여러 면에서 중국의 동물 복지 운동은 서구에서보다 훨씬 더 빠르게 성숙하고 있다."
중국의 동물 보호 운동은 특히 젊은 세대, 특히 도시 지역과 인터넷 사용자 사이에서 확대되고 있다. 국제 NGO는 중국의 동물 보호 운동을 촉발하는 데 어느 정도 역할을 했지만, 점차 지역 단체들이 주도권을 잡아가고 있다.
중국에는 반려견이 1억 6,800만 마리 있는 것으로 추산된다.
중국 활동가들은 2010년 투우 프로젝트와 2011년 로데오 도입을 막았다. 활동가들은 푸아그라 공장을 선점하고, 동물원에서의 살아있는 동물 먹이 공급을 중단했으며, 수천 마리의 개와 고양이가 고기로 죽임을 당하는 것을 구출했다. The Economist 에 따르면 채식주의 레스토랑이 증가하고 있지만 이는 윤리적인 이유보다는 패션에 따른 것으로 보인다.
2011년 약 6,000명의 중국인을 대상으로 한 설문 조사에서는 응답자의 약 3분의 2가 이전에 "동물 복지"라는 개념을 들어본 적이 없었지만, 65.8%가 최소한 부분적으로 동물 복지법을 지지한다고 답했다(다른 질문에서는 81.6%가 동물 복지법이 필요하다고 응답했다). 또한, 절반 이상이 인도적인 방식으로 생산된 동물성 제품에 대해 더 많은 비용을 지불할 의향이 있다고 답했다. 2002년과 2003년에 중국 대학생을 대상으로 한 두 차례의 조사에서도 각각 95%와 93.7%가 철학적으로 동물 보호 활동을 지지한다고 응답했으나, 실제로 적극적으로 참여할 계획이라고 답한 비율은 각각 48.2%와 51%에 그쳤다
2013년, 중화전국공상연합회 미용화장품회의 사무총장 쉬징취안(Xu Jingquan)은 중국 소비자들이 화장품 동물실험과 같은 문제에 대해 다른 나라 소비자들보다 덜 신경 쓴다고 말한 것으로 전해졌다. 그러나 같은 해  Born Free Foundation의 마크 존스(Mark Jones)는 중국 관광객들이 Lush의 동물 실험을 거치지 않은 제품을 가장 열정적으로 구매하는 고객층 중 하나라고 지적하며, 이는 중국 내 온라인상에서 이러한 문제에 대한 우려가 점점 더 커지고 있기 때문이라고 설명했다
칭화대 교수인 자오난위안(Zhao Nanyuan)은 동물권이 "반인륜적"이며 서구 제국주의의 일환인 "외국 쓰레기"라고 주장했다. 그는 동물에게는 지각이 없기 때문에 권리도 존재하지 않는다고 말하며, 중국이 개고기 전통에 대한 서구의 항의에 굴하지 않은 한국인의 사례에서 배워야 한다고 강조했다.
비판론자들은 비록 비인간 동물이 인간만큼 발달된 욕구와 욕망을 가지고 있지는 않지만, 음식, 물, 거처, 그리고 동반자 관계와 같은 기본적인 욕구는 인간과 공유한다고 지적했다. 또한, 일부에서는 미국이 중국의 동물 학대를 비난하면서도 스스로 동물 학대를 자행하는 것은 모순이라고 주장했다.
중국의 동물 복지 단체들은 미국식 로데오와 이를 지지한 재키찬을 비판했다. 한 중국인 댓글 작성자는 성룡을 향해 "당신은 곰 보호에 관한 영상을 만들었으면서, 이제는 소 학대를 조장하고 있다. 엄청난 모순이다. 찬 형님, 당신은 저를 깊이 실망시켰다."라고 말했다.

## 다른 참조
- 중국 동물 보호 네트워크
- 매년 6월 열리는 리치 앤 도그 고깃집 축제
- 중국의 개고기
- 왕얀(운동가), 개 구조자
- 동물 권리 옹호자 목록
- 종차별주의

## 참고문헌
1. 1 2 3 4 5 6 7 8 9 10 11  Tobias, Michael Charles (2012년 11월 2일). “Animal Rights In China”. Forbes. 2014년 9월 22일에 원본 문서에서 보존된 문서. 2014년 7월 15일에 확인함.
2. 1 2  Robinson, Jill (2014년 4월 7일). “China's Rapidly Growing Animal Welfare Movement”. Huffington Post. 2014년 7월 27일에 원본 문서에서 보존된 문서. 2014년 7월 15일에 확인함.
3. 1 2  Tatlow, Didi Kirsten (2013년 3월 6일). “Amid Suffering, Animal Welfare Legislation Still Far Off in China”. New York Times Blogs. 2014년 1월 4일에 원본 문서에서 보존된 문서. 2014년 7월 15일에 확인함.
4. ↑  “中华人民共和国野生动物保护法 - 维基文库，自由的图书馆”.
5. 1 2  “China”. 《World Animal Protection》. 2014년 12월 19일에 원본 문서에서 보존된 문서. 2018년 3월 15일에 확인함.
6. 1 2 3  “A small voice calling”. The Economist. 2008년 2월 28일. 2014년 8월 25일에 원본 문서에서 보존된 문서. 2014년 7월 15일에 확인함.
7. 1 2  “Animal testing in China: China's move towards animal alternatives”. 《Frame》 (영국 영어). 2019년 4월 24일. 2020년 4월 8일에 확인함.
8. ↑  “Dangers lurk for China's ban on the wild animal trade”. 《South China Morning Post》 (영어). 2020년 3월 1일. 2020년 4월 2일에 원본 문서에서 보존된 문서. 2020년 4월 2일에 확인함.
9. ↑  “COVID-19: Epidemiology, Evolution, and Cross-Disciplinary Perspectives”. 《Trends in Molecular Medicine》 26 (5): 483–495. May 2020. doi:10.1016/j.molmed.2020.02.008. PMC 7118693. PMID 32359479.
10. ↑  “WHO Points To Wildlife Farms In Southern China As Likely Source Of Pandemic”. NPR. 2021년 3월 15일.
11. ↑  “WHO report into COVID pandemic origins zeroes in on animal markets, not labs”. 《Nature》 592 (7853): 173–174. April 2021. Bibcode:2021Natur.592..173M. doi:10.1038/d41586-021-00865-8. PMID 33785930.
12. ↑  “China Focus: Stay away from wild animals, China takes sustained action against illegal wildlife trade – Xinhua | English.news.cn”. 《www.xinhuanet.com》. 2020년 3월 20일에 원본 문서에서 보존된 문서. 2020년 4월 2일에 확인함.
13. ↑  “Vietnam and China finally ban wildlife trade”. 《Vietnam Insider》 (미국 영어). 2020년 3월 29일. 2020년 4월 2일에 확인함.
14. ↑  Ning, Lisa (2020년 3월 5일). “China's New Wildlife Trade Ban and Upcoming Law Amendment”. 《NRDC》 (영어). 2020년 4월 5일에 원본 문서에서 보존된 문서. 2020년 4월 2일에 확인함.
15. ↑  Ben Westcott; Shawn Deng (2020년 3월 6일). “China has banned eating wild animals after the coronavirus outbreak. Ending the trade will be hard”. 《CNN》. 2020년 4월 1일에 원본 문서에서 보존된 문서. 2020년 4월 2일에 확인함.
16. ↑  “China's legislature adopts decision on banning illegal trade, consumption of wildlife – Xinhua | English.news.cn”. 《www.xinhuanet.com》. 2020년 4월 7일에 원본 문서에서 보존된 문서. 2020년 4월 2일에 확인함.
17. ↑  Woodward, Aylin. “China just banned the trade and consumption of wild animals. Experts think the coronavirus jumped from live animals to people at a market.”. 《Business Insider》. 2020년 3월 14일에 원본 문서에서 보존된 문서. 2020년 4월 2일에 확인함.
18. ↑  “China's Shenzhen bans the eating of cats and dogs after coronavirus”. 《Reuters》 (영어). 2020년 4월 2일. 2020년 4월 2일에 원본 문서에서 보존된 문서. 2020년 4월 2일에 확인함.
19. ↑  “Chinese city bans the eating of cats and dogs”. 《BBC News》 (영국 영어). 2020년 4월 2일. 2020년 4월 2일에 원본 문서에서 보존된 문서. 2020년 4월 2일에 확인함.
20. ↑  “China Will No Longer Require Animal Testing On Cosmetic Products”. 《British Vogue》 (영국 영어). 2019년 4월 10일. 2019년 5월 13일에 원본 문서에서 보존된 문서. 2020년 4월 8일에 확인함.
21. ↑  “China's NMPA Approves New In Vitro Methods For Regulating Cosmetics” (미국 영어). 2019년 12월 20일에 원본 문서에서 보존된 문서. 2020년 4월 8일에 확인함.
22. ↑  Miyun Park; Peter Singer (Mar–Apr 2012). “The Globalization of Animal Welfare”. Foreign Affairs. 2013년 11월 29일에 원본 문서에서 보존된 문서. 2014년 7월 15일에 확인함.
23. 1 2  Levitt, Tom (2013년 2월 26일). “Younger generation face long wait for law-change on animal cruelty”. chinadialogue. 2014년 8월 12일에 원본 문서에서 보존된 문서. 2014년 7월 20일에 확인함.
24. ↑  LI, PETER J. (2021). 《ANIMAL WELFARE IN CHINA crisis, culture and politics.》. [S.l.]: SYDNEY UNIVERSITY PRESS. 14쪽. ISBN 978-1-74332-471-4. OCLC 1236367513.
25. ↑  “China has embraced pets, but animal welfare is still a problem”. 《The Economist》. 2023년 9월 2일. ISSN 0013-0613. 2023년 9월 2일에 확인함. Some in China, including many nationalists, argue that notions of animal welfare are a Western import, at odds with Chinese culture. The best-known advocate of this position was Zhao Nanyuan, a former professor at Tsinghua University who died in 2020.
26. ↑  Li, Peter J. (Jun 2009). “Exponential Growth, Animal Welfare, Environmental and Food Safety Impact: The Case of China's Livestock Production”. 《Journal of Agricultural and Environmental Ethics》 22 (3): 217–240. Bibcode:2009JAEE...22..217L. doi:10.1007/s10806-008-9140-7. ISSN 1573-322X. 2019년 4월 29일에 원본 문서에서 보존된 문서. 2019년 12월 11일에 확인함.
27. 1 2 3  Larsen, Janet (2012년 4월 24일). “Meat Consumption in China Now Double That in the United States”. 《Earth Policy Institute》. 2014년 7월 14일에 원본 문서에서 보존된 문서. 2014년 7월 15일에 확인함.
28. ↑  LI, PETER J. (2021). 《ANIMAL WELFARE IN CHINA crisis, culture and politics.》. [S.l.]: SYDNEY UNIVERSITY PRESS. 180쪽. ISBN 978-1-74332-471-4. OCLC 1236367513.
29. ↑  “Millions of pigs will soon live better lives in China”. 《Christian Science Monitor》. 2017년 7월 6일. ISSN 0882-7729. 2019년 12월 9일에 원본 문서에서 보존된 문서. 2019년 9월 14일에 확인함.
30. ↑  “Chinese consumers support better welfare for pigs”. 2016년 8월 16일. 2019년 12월 9일에 원본 문서에서 보존된 문서.
31. ↑  “China protesters: Stop 'cooking cats alive'”. Associated Press. 2008년 12월 18일. 2014년 8월 13일에 원본 문서에서 보존된 문서. 2014년 7월 16일에 확인함.
32. ↑  Yiyan, Zhou (2010년 10월 6일). “The fight to protect China's cats”. chinadialogue. 2013년 5월 10일에 원본 문서에서 보존된 문서. 2014년 7월 16일에 확인함.
33. ↑  Allen, Kerry (2015년 10월 30일). “Claws out over China cat meat scandal”. 《BBC News》 (영국 영어). 2019년 6월 12일에 원본 문서에서 보존된 문서. 2020년 5월 11일에 확인함.
34. ↑  “'Don't eat cat and dog meat' - activists to Chinese diners”. 《NDTV Food》. 2015년 12월 7일에 원본 문서에서 보존된 문서. 2020년 5월 11일에 확인함.
35. ↑  Wedderburn, Pete (2016년 9월 12일). “Animal cruelty in China: what can be done about it?”. 《The Telegraph》 (영국 영어). ISSN 0307-1235. 2019년 7월 11일에 원본 문서에서 보존된 문서. 2020년 4월 15일에 확인함.
36. ↑  “This Chinese dog-eating festival's days are numbered thanks to a massive social media campaign”. 《Business Insider》. 2016년 4월 21일에 원본 문서에서 보존된 문서. 2016년 4월 17일에 확인함.
37. ↑  “The truth about the Yulin dog meat festival – and how to stop it”. 《Animals Asia Foundation》. 2018년 6월 1일. 2021년 6월 23일에 원본 문서에서 보존된 문서. 2020년 2월 14일에 확인함.
38. ↑  “Survey of public attitudes to dog and cat eating in China (page 7)” (PDF). 2019년 12월 9일에 원본 문서 (PDF)에서 보존된 문서.
39. ↑  《Time》 (영어). |제목=이(가) 없거나 비었음 (도움말)
40. ↑  “Truth about Yulin dog meat festival”. 《NewsComAu》. 2017년 7월 11일. 2019년 12월 9일에 원본 문서에서 보존된 문서. 2019년 9월 15일에 확인함.
41. ↑  “Chefs refuse to serve 'dead-and-alive fish'”. The China Post. 2007년 7월 9일. 2014년 6월 6일에 원본 문서에서 보존된 문서. 2014년 7월 16일에 확인함.
42. ↑  Leach, Ben (2009년 11월 18일). “Chinese diners eat live fish in YouTube video”. The Telegraph. 2015년 7월 10일에 원본 문서에서 보존된 문서. 2014년 7월 16일에 확인함.
43. ↑  LI, PETER J. (2021). 《ANIMAL WELFARE IN CHINA crisis, culture and politics.》. [S.l.]: SYDNEY UNIVERSITY PRESS. 153쪽. ISBN 978-1-74332-471-4. OCLC 1236367513.
44. 1 2  Yee, Amy (2013년 1월 28일). “Market for Bear Bile Threatens Asian Population”. New York Times. 2014년 1월 4일에 원본 문서에서 보존된 문서. 2014년 7월 15일에 확인함.
45. 1 2  Einhorn, Bruce (2013년 11월 14일). “Animal-Rights Activists Celebrate Small Victories in China”. Bloomberg Businessweek. 2014년 7월 3일에 원본 문서에서 보존된 문서. 2014년 7월 16일에 확인함.
46. ↑  “Bear Farming and Trade in China and Taiwan”. 《earthtrust.org》. 2015년 6월 25일에 원본 문서에서 보존된 문서. 2020년 5월 11일에 확인함.
47. ↑  Grant, Catharine (2006). 《The No-nonsense Guide to Animal Rights》 (영어). New Internationalist. ISBN 978-1-904456-40-7.
48. ↑  “Jackie Chan PSA on Bear Bile Farming”. World Animal Protection US. 2008년 3월 31일. 2014년 7월 15일에 확인함.
49. 1 2  “Animal Rights In China Get Boost From Celebrity Activists And Shifting Attitudes”. Huffington Post. 2012년 4월 22일. 2015년 3월 25일에 원본 문서에서 보존된 문서. 2014년 7월 15일에 확인함.
50. ↑  “China bear bile company quits IPO bid after outcry”. 《AP News (reprinted)》 (미국 영어). 2013년 6월 6일. 2013년 6월 28일에 원본 문서에서 보존된 문서. 2020년 5월 11일에 확인함.
51. ↑  Carrillo, B.; Hood, J.; Kadetz, P. I. (2017년 7월 28일). 《Handbook of Welfare in China》 (영어). Edward Elgar Publishing. ISBN 978-1-78347-274-1.
52. ↑  Loo, Daryl (2012년 2월 16일). “Chinese Celebrities Oppose IPO for Operator of Bear-Bile Farm”. Bloomberg Businessweek. 2014년 1월 7일에 원본 문서에서 보존된 문서. 2014년 7월 16일에 확인함.
53. ↑  “TCM expert defends bile harvesting”. 《AsiaOne Singapore》 (영어). 2020년 5월 11일에 확인함.
54. ↑  “Bear-bile firm Fujian Guizhentang Pharmaceutical among IPO pullouts”. 《South China Morning Post》 (영어). June 2013. 2014년 7월 26일에 원본 문서에서 보존된 문서. 2020년 5월 11일에 확인함.
55. ↑  Turk, Gregory (2013년 6월 4일). “China Bear-Bile Farm Operator Among 269 Companies to Pull IPO”. Bloomberg Businessweek. 2013년 12월 29일에 원본 문서에서 보존된 문서. 2014년 7월 16일에 확인함.
56. ↑  “Thousands of Chinese pharmacies reject bear bile products”. 《www.animalsasia.org》 (영어). 2020년 5월 11일에 확인함.
57. ↑  “Can traditional Chinese medicine end cruelty to China's bears?”. 《www.chinadialogue.net》 (영어). 2016년 4월 21일. 2019년 6월 26일에 원본 문서에서 보존된 문서. 2019년 9월 15일에 확인함.
58. ↑  “Fighting for China's battery bears”. 《www.chinadialogue.net》 (영어). 2011년 3월 14일. 2019년 6월 26일에 원본 문서에서 보존된 문서. 2019년 9월 15일에 확인함.
59. ↑  “European Mink Industry, Socio-economic Impact Assessment” (PDF). September 2017.
60. ↑  “Fur farms”. 《Animal Ethics》. 2019년 3월 14일에 원본 문서에서 보존된 문서. 2020년 5월 11일에 확인함.
61. 1 2 3  “Case Saga Furs - Nordic Fur Trade (pages 18, 37)” (PDF). 2018년 12월 21일에 원본 문서 (PDF)에서 보존된 문서.
62. ↑  Potenza, Teresa (2019년 2월 28일). “Italian Fur Industry Takes a Green Path at TheOneMilano”. 《Women's Wear Daily》 (영어). 2019년 7월 24일에 원본 문서에서 보존된 문서. 2020년 5월 11일에 확인함.
63. ↑  Gao, Helen (2014년 1월 23일). “Letter from Beijing: Animal cruelty is rife in China—but things are changing”. Prospect Magazine. 2014년 9월 24일에 원본 문서에서 보존된 문서. 2014년 7월 15일에 확인함.
64. 1 2 3 4 5 6 7  Cao, Deborah (2015). 《Animals in China: Law and Society》. New York: The Palgrave Macmillan.
65. ↑  Kong, Qi; Qin, Chuan (2010). “Analysis of Current Laboratory Animal Science Policies and Administration in China”. 《ILAR e-Journal》 51 (1): e1–e11. doi:10.1093/ilar.51.1.e1. PMID 20075493.
66. 1 2  “International Animal Research Regulations: Impact on Neuroscience Research: Workshop Summary: The Evolving Regulatory Environment”. 《National Academies Press》. 2012.
67. 1 2 3  Lu, Jiaqi; Bayne, Kathryn; Wang, Jianfei (2013). “Current Status of Animal Welfare and Animal Rights in China”. 《Association for Assessment and Accreditation of Laboratory Animal Care International》 41 (5): 351–7. doi:10.1177/026119291304100505. PMID 24329743.
68. 1 2  Lin, Liza (2013년 9월 26일). “An Ugly Dilemma for Beauty Companies”. Bloomberg Businessweek. 2014년 7월 4일에 원본 문서에서 보존된 문서. 2014년 7월 16일에 확인함.
69. ↑  LI, PETER J. (2021). 《ANIMAL WELFARE IN CHINA crisis, culture and politics.》. [S.l.]: SYDNEY UNIVERSITY PRESS. 22쪽. ISBN 978-1-74332-471-4. OCLC 1236367513.
70. 1 2  Huang, Shaojie (2014년 6월 30일). “China Ends Animal Testing Rule for Some Cosmetics”. New York Times Sinosphere. 2014년 7월 15일에 원본 문서에서 보존된 문서. 2014년 7월 17일에 확인함.
71. ↑  “China plans revised regulations on animal testing”. WebMD China. 2014년 4월 15일. 2018년 8월 30일에 원본 문서에서 보존된 문서. 2018년 8월 30일에 확인함.
72. ↑  Huang, Shaojie (2014년 6월 30일). “China Ends Animal Testing Rule for Some Cosmetics”. 《Sinosphere Blog》.
73. ↑  “China May Lift Animal-Test Constraint on Some Cosmetics”. 《PETA》. 2020년 8월 24일.
74. ↑  LI, PETER J. (2021). 《ANIMAL WELFARE IN CHINA crisis, culture and politics.》. [S.l.]: SYDNEY UNIVERSITY PRESS. 2–3쪽. ISBN 978-1-74332-471-4. OCLC 1236367513.
75. 1 2  “"World's saddest zoo" bosses invite Animals Asia to discuss concerns”. 《www.animalsasia.org》 (영어). 2018년 6월 12일에 원본 문서에서 보존된 문서. 2018년 6월 10일에 확인함.
76. ↑  “Hanoi Zoo closes its animal circus – join Animals Asia in saying THANK YOU”. 《www.animalsasia.org》 (영어). 2018년 6월 12일에 원본 문서에서 보존된 문서. 2018년 6월 11일에 확인함.
77. ↑  “Campaigners jubilant as China's top zoo backs campaign”. 《www.animalsasia.org》 (영어). 2018년 6월 12일에 원본 문서에서 보존된 문서. 2018년 6월 11일에 확인함.
78. ↑  “Live animals sold as key rings in China”. CNN. 2011년 4월 15일. 2014년 7월 15일에 원본 문서에서 보존된 문서. 2014년 7월 16일에 확인함.
79. ↑  “Shell Shock”. 《Snopes》. 2014년 5월 29일. 2014년 7월 16일에 확인함.
80. 1 2  Lu, Jiaqi; Bayne, Kathryn; Wang, Jianfei (Nov 2013). “Current status of animal welfare and animal rights in China”. 《Altern Lab Anim》 41 (5): 351–357. doi:10.1177/026119291304100505. PMID 24329743.
81. ↑  McGuinness, Michelle (2013년 5월 22일). “Animal welfare activists in China rise up against cruelty”. MSN News. 2014년 7월 28일에 원본 문서에서 보존된 문서. 2014년 7월 15일에 확인함.
82. ↑  LI, PETER J. (2021). 《ANIMAL WELFARE IN CHINA crisis, culture and politics.》. [S.l.]: SYDNEY UNIVERSITY PRESS. 7쪽. ISBN 978-1-74332-471-4. OCLC 1236367513.
83. ↑  Xiaolin You; Yibo Li; Min Zhang; Huoqi Yan; Ruqian Zhao (2014년 10월 14일). “A Survey of Chinese Citizens' Perceptions on Farm Animal Welfare”. 《PLOS ONE》 9 (10): e109177. Bibcode:2014PLoSO...9j9177Y. doi:10.1371/journal.pone.0109177. PMC 4196765. PMID 25314159.
84. ↑  “Animal Welfare Consciousness of Chinese College Students (page 7)”.
85. ↑  “An Ugly Dilemma for Beauty Companies”. 《Bloomberg》. September 2013. 2016년 6월 29일에 원본 문서에서 보존된 문서.
86. ↑  “'Sold in China' Could Take on New Meaning in Campaign to End Cosmetics Animal Testing”. 《HuffPost》. 2013. 2018년 10월 4일에 원본 문서에서 보존된 문서.
87. ↑  LI, PETER J. (2021). 《ANIMAL WELFARE IN CHINA crisis, culture and politics.》. [S.l.]: SYDNEY UNIVERSITY PRESS. 141–142쪽. ISBN 978-1-74332-471-4. OCLC 1236367513.
88. ↑  Li, Peter J. (2006). 〈The Evolving Animal Rights and Welfare Debate in China: Political and Social Impact Analysis〉. 《Animals, Ethics and Trade: The Challenge of Animal Sentience》. London: Earthscan. 111–128쪽.
89. ↑  “Chinese claim Americans cruel to animals (Jackie Chan doesn't)”. May Daily. 2011년 7월 25일. 2014년 7월 28일에 원본 문서에서 보존된 문서. 2014년 7월 20일에 확인함.